# So ein Millionär hat’s schwer
So ein Millionär hat’s schwer ist eine österreichische Filmkomödie aus dem Jahr 1958. Regie führte Géza von Cziffra, das Drehbuch schrieb er selbst unter seinem Pseudonym Peter Trenck. Die Hauptrollen übernahmen Heinz Erhardt und Peter Alexander.

## Handlung
Alfons Rappert ist der treue Diener von Edward Collin, einem reichen Erben, der in einer luxuriösen Villa in Cannes lebt. Aber Collin hat ein Problem – er will eigentlich nur ein einfaches Leben leben, und vor allem nicht nur seines Geldes wegen geliebt werden. Als er von seinem Freund, dem Maler Marcel, darüber informiert wird, dass seine Verlobte Alice bereits vor der Hochzeit einen Liebhaber hat, wendet er sich von ihr und vom Jetset ab. Edward taucht vorübergehend bei Marcel in Saint-Paul-de-Vence unter und weiht nur seinen Diener Alfons in das Versteckspiel ein.
Edward lernt die Kellnerin Ninette kennen und will bei ihr auf Nummer sicher gehen, weshalb er vorgibt, bettelarm zu sein. Doch als ihm Ninette einen Arbeitsplatz besorgt, wird es kompliziert. Sich als Parkwächter oder Etagenkellner auszugeben bedroht einen bekannten Millionär stets damit als solcher eines Tages erkannt zu werden, zumal er seine Anstellung als Etagenkellner in seinem eigenen Hotel antritt.
Edward wird des Diebstahls bezichtigt, und die untreue Exverlobte Alice gibt natürlich auch nicht so rasch auf. Edward rettet sich gezwungenermaßen von einer Ausrede und Notlüge zur nächsten. Letztlich klären sich aber alle Situationen und Missverständnisse zur allgemeinen Zufriedenheit. Edward und Ninette heiraten und werden nach und nach glückliche Eltern von acht Kindern, für die Alfons den Betreuer und Familienonkel geben darf.

## Lieder
- Peter Alexander und Heinz Erhardt singen Tun Sie’s nicht
- Peter Alexander singt  Fabelhaft!, Er war ein Musikant,  Hab’n sie nicht ein schönes großes Fass da?  und Venga, Venga Musica!

## Produktionsnotizen
Während der Dreharbeiten an der Côte d’Azur fehlte erstmals bei einem Film mit Peter Alexander dessen gerade schwangere Ehefrau Hilde. Am letzten Drehtag, dem 28. August 1958, erfuhr Alexander von der Geburt seiner Tochter Susanne. Uraufführung war am 18. Dezember 1958 im Palast-Theater Hannover.

## Kritiken
„Lustspiel rund um einen Riviera-Plutokraten, der nicht des Geldes wegen geliebt sein möchte. Ein Peter-Alexander-Film, dessen geringer Witz hauptsächlich von Heinz Erhardt erzeugt wird.“

„Leider rettet auch ein Heinz Erhardt nicht jeden Film. Er sorgt zwar ab und an für Erheiterung, einige Plattitüden kann er aber nun wirklich nicht überspielen. So ist ‚So ein Millionär hat’s schwer‘ sicherlich ein guter Vertreter des deutschen Musikfilms der 1950er Jahre – aber man muss es eben mögen …“

„Ein herziges armes Hascherl stellt die frisch agierende Germaine Damar auf ihre schlanken Beine.“